# Capture de Fort Pemaquid
Première Guerre intercoloniale
Batailles
Baie d'Hudson
- Baie d’Hudson (1686)
- Fort Albany (1688)
- Fort Albany (1693)
- York Factory (1694)
- Baie d'Hudson (1697)

Québec et New York
- Lachine
- Schenectady
- Québec
- La Prairie
- Vallée Mohawk

Nouvelle-Angleterre, Acadie et Terre-Neuve
- Dover
- Pemaquid (1er)
- Salmon Falls
- Port Royal
- Fort Loyal
- Chedabucto
- York
- Wells
- Oyster River
- Baie de Fundy
- Pemaquid (2e)
- Chignectou
- Fort Nashwaak
- Terre-Neuve
- Haverhill

La capture du fort Pemaquid a eu lieu lors de la Première Guerre intercoloniale, lorsque des forces canadiennes et amérindiennes de la Nouvelle-France attaquèrent le fort anglais de Pemaquid (aujourd'hui Bristol (Maine)), une communauté limitrophe de l'Acadie. Le siège fut mené par Pierre Le Moyne d'Iberville, le baron de Saint-Castin et l'officier Jacques Testard de Montigny les 14 et 15 août 1696. Le commandant du fort était le capitaine Pasco Chubb, qui se rendit à Iberville. Trois soldats furent tués et 92 retournèrent à Boston. Le siège fut suivi par une attaque de représailles à Chignecto en 1696 par la Nouvelle-Angleterre sur l'Acadie.

## Contexte
Pendant la plupart du XVIIe siècle, Pemaquid était la communauté la plus au nord de la Nouvelle-Angleterre et Pentagouet (aujourd'hui Castine (Maine)) était la communauté la plus au sud de l'Acadie, une colonie de la Nouvelle-France. Durant la Première Guerre intercoloniale, l'endroit fut une zone de batailles pour déterminer la frontière entre les deux empires. En 1689, le baron de Saint-Castin et la Confédération Wabanaki (Abenaki) capturèrent Pemaquid et brulèrent le fort en bois de Pemaquid.
En 1692, les Anglais reprirent contrôle de la région, et William Phips donna l'ordre de construire le Fort William Henry pour remplacer le Fort Charles (le fort original construit en 1677 sous ordre du Gouverneur Edmund Andros). Le Fort William Henry fut conçu comme une forteresse pour protéger la frontière nord de la Nouvelle-Angleterre. Le fort était le plus grand en Nouvelle-Angleterre. Le gouvernement du Massachusetts utilisa le tiers de son budget pour la construction du fort. Construit en pierres et en mortier, le fort avait dix-huit canons ; il fut construit par le capitaine John March (en) avec l'assistance de Benjamin Church.
Le commandant du fort viola une trêve avec les Amérindiens qui s'étaient rassemblés pour des discussions de paix avec les colons anglais. Cependant, Chubb profita de l'occasion pour attaquer et tuer la plupart des chefs amérindiens. Iberville fut mis au courant de l'évènement et décida d'agir avec un assaut sur le fort par terre et par mer. Conduit par Saint-Castin, la nation Abenaki se joignit aux forces d'Iberville à Pentagouet.

## Le siège
Le 14 août, entre 200 et 500 Abénaquis avec un petit groupe de soldats français arrivèrent au Fort William Henry par canots pour l'assiéger. Ils étaient sous les ordres du baron de Saint-Castin.
Les guerriers abénaquis encerclèrent le fort, permettant à d'Iberville de pénétrer dans le port de Pemaquid, aujourd'hui Bristol (Maine) avec trois vaisseaux : l’Envieux, le Profond et le Newport (une prise anglaise). Il débarqua ses canons et mit le siège devant le fort mais Chubb refusa de se rendre en déclarant qu'il se défendra quand bien même la mer serait recouverte de vaisseaux français. Le bombardement, avec deux canons et deux mortiers, commença.
Le lendemain, Chubb, craignant un assaut en règle où il serait massacré par les Abénaquis se rendit et demanda le retour de ses hommes à Boston en échange de prisonniers canadiens et amérindiens. On le conduisit, lui et les 92 hommes de sa garnison en chaloupe dans une île de peur de les voir scalpés par les Abénaquis et les Micmacs. D'Iberville et Saint-Castin rasèrent le fort.
Chubb fut traqué par les Amérindiens deux ans plus tard dans sa maison d'Andover (Massachusetts), et fut massacré avec sa famille.

## Sources et bibliographie
: document utilisé comme source pour la rédaction de cet article.
Source secondaires
- Herbert Milton Sylvester, Indian Wars of New England, p. 484-485
- (en) Alfred E. Kayworth et Raymond G. Potvin, The scalp hunters : Abenaki ambush at Lovewell Pond, 1725, Branden Books, 1er juin 2002, 276 p. (lire en ligne), p. 104-109.
- (en) John Mack Faragher, A great and noble scheme : the tragic story of the expulsion of the French Acadians from their American Homeland, New York, W.W Norton & Company, 2005, 562 p. (ISBN 978-0-393-05135-3 et 978-0-393-32827-1), p. 110–112
- N.E.S. Griffiths. 2005. Migrant to Acadian, McGill-Queen’s University Press. p. 206–208
- (en) Alan F. Williams et Alan G. Macpherson (Edt.), Father Baudoin's war : D'Iberville's campaigns in Acadia and Newfoundland, 1696, 1697, St. John's, Dept. of Geography, Memorial University of Newfoundland, 1987, 191 p. (ISBN 978-0-889-01144-1).
- (en) Emerson W. Baker et John G Reid, The New England knight : Sir William Phips, 1651-1695, Toronto Ont, University of Toronto Press, 1998, 359 p. (ISBN 978-0-802-08171-1).
- Pierre-François-Xavier De Charlevoix, Histoire et description générale de la Nouvelle-France, t. 2, Paris, 1744, 582 p. (lire en ligne)
- Joseph Marmette, Les Machabées de la Nouvelle-France : histoire d’une famille canadienne, 1641-1748, Québec, Léger Brousseau, 1878, 180 p. (lire en ligne).
- Charles La Roncière, Une épopée canadienne, Paris, La Renaissance du livre, coll. « La Grande Légende de la mer », 1930, 255 p.
- Charles La Roncière, Histoire de la Marine française : Le crépuscule du Grand règne, l’apogée de la Guerre de Course, t. 6, Paris, Plon, 1932, 674 p. (lire en ligne)

Sources primaires
- Benjamin Church, Thomas Church, Samuel Gardner Drake. The history of King Philip's war ; also of expeditions against the French and Indians in its Eastern parts of New England, in the years 1689, 1692, 1696 AND 1704. With some account of the divine providence towards Col. Benjamin Church. [lire en ligne]
- Benjamin Church, The History of the Great Indian War [lire en ligne], p. 228-233